# Regierungsbezirk Tübingen
Regierungsbezirk Tübingen er et af fire Regierungsbezirke i den tyske delstat Baden-Württemberg. Den ser i hierarkiet over Landkreis og byer men under delstatsregeringen (Landesregierung) i Baden-Württemberg.

## Geografi
Regierungsbezirk Tübingen ligger i den sydøstlige del af  Baden-Württembergs. Den hed ind til 31. december 1972 Regierungsbezirk Südwürttemberg-Hohenzollern.
Mod syd grænser den til  Bodensøen, mod vest til Freiburg og Karlsruhe, mod nord til Regierungsbezirk Stuttgart og mod øst til delstaten Bayern. Den nuværende udstrækning er fra forvaltnings- og områdereformen (Verwaltungs- und Gebietsreform) fra 1. januar 1973.

## Organisation
Øversgte myndighed er et  regeringspræsidium der har sæde i byen  Tübingen, og er ledet af en Regierungspräsident, der  er udnævnt af delstatens  ministerpræsident.
Regierungspräsidenter (fra 1973):
- 1973 – 1975: Hansjörg Mauser
- 1975 – 1997: Max Gögler
- 1997 – Juli 2006: Hubert Wicker
- seit Juli 2006: Hermann Strampfer

## Inddeling
Regierungsbezirket omfatter 
- 3 Regioner
- 8 Landkreise og en Stadtkreis.
- 255 byer og kommuner (inkl. 1 kommunefrit område).

Regioner:
Region Neckar-Alb
Landkreis Reutlingen (RT)
Landkreis Tübingen (TÜ)
Zollernalbkreis (BL)
Region Bodensee-Oberschwaben
Landkreis Ravensburg (RV)
Landkreis Sigmaringen (SIG)
Bodenseekreis (FN)
Region Donau-Iller
(til den grænseoverskridende region hører også områder i Bayern):
Stadtkreis Ulm (UL)
Alb-Donau-Kreis (UL)
Landkreis Biberach (BC)
15 Großen Kreisstädte:
- Albstadt
- Balingen
- Biberach an der Riß
- Ehingen (Donau)
- Friedrichshafen
- Leutkirch im Allgäu
- Metzingen
- Mössingen
- Ravensburg
- Reutlingen
- Rottenburg am Neckar
- Tübingen
- Überlingen
- Wangen im Allgäu
- Weingarten

48°10′N 9°30′Ø / 48.17°N 9.5°Ø